# حرب قيصر الأهلية
كانت حرب قيصر الأهلية (49 - 45 ق م) واحدةً من آخر الصراعات السياسية التي شهدتها الجمهورية الرومانية قبل زوالها وقيام الإمبراطورية الرومانية مكانَها. بدأت الحرب كنتيجةٍ لسلسلة من الصراعات السياسية والعسكرية في روما، التي كانت قائمةً بالدرجة الأولى بين يوليوس قيصر بفيالقه - التي كان قائداً رسمياً لها - وأنصاره (الذين أصبحوا يُسمُّون على نطاقٍ واسع الببيولاريس) من جهة ومن جهة أخرى مجلس الشيوخ الروماني بأنصاره من الأوبتيميتس وحليفه بومبيوس الكبير.
بعد معارك دارت لأربع سنواتٍ متتالية في أقاليم وبلدان شملت إيطاليا وهسبانيا وإيليريا واليونان ومصر البطلمية وإفريقية، نجح يوليوس قيصر أخيراً بهزيمة آخر أنصار الأوبتيميتس في معركة موندا التي دارت جنوب إسبانيا، وتم تنصيبه في أعقاب ذلك دكتاتوراً رومانياً، ليمتلك سلطةً شبه مطلقة في روما حتى اغتياله. أدت هذه الحرب إلى تغيير أنظمة الحكومة الرومانية وتحوُّلها تدريجياً من أنظمة الجمهورية القديمة إلى أنظمة الإمبراطورية، التي قامت لخمسة قرونٍ فيما بعد.
كانت هناك العديد من الحروب الأهلية الرومانية، وخاصة خلال أواخر الجمهورية. أكثر تلك الحروب شهرة هي الحرب التي دارت في أربعينيات القرن الأول قبل الميلاد بين يوليوس قيصر وفصيل من نخبة مجلس الشيوخ بقيادة بومبيوس في البداية ومن ثم بين خلفاء قيصر وماركوس أنطونيوس وأوكتافيوس في العقد التالي.

## خلفية
مع الحملات المكثفة التي كان يخوضها الجنرالات الرومان، ومع المكافآت التي كان يمنحها هؤلاء لجنودهم من غنائم الحرب، أصبح الجنود يبدون ولاء أكبر تجاه قائديهم، بدل الولاء للدولة. ووضع هذا الأمر الجمهورية الرومانية تحت تهديد الانقلابات العسكرية في عدة مناسبات. وكان أول انقلاب عسكري ناجح هو ذاك الذي خاضه سولا في العام 88  قبل الميلاد. لكن الانقلاب الذي سيؤدي إلى الزوال الكلي للجمهورية الرومانية وتأسيس الإمبراطورية كان ذاك الذي قام به يوليوس قيصر.

## شعبوية يوليوس قيصر
بدأ يوليوس قيصر حياته المهنية كسياسي ذو شعبية كبيرة، مدافع عن القضايا التي تهم الـ 'بليب': وهو اللقب الذي يطلق على عامة الناس في روما. تم انتخابه قنصلا في 59 قبل الميلاد رغم معارضة كبيرة من الـ أوبتيماتيس، وهم نواب محافظون تدعمهم طبقة الطبقة الأرستقراطية في روما. وسوف يصبح قيصر بعد ذلك جنرالا بشكل كبير، عبر سيطرته على كل بلاد الغال.

### القيصر وبومبي
في عام 49 قبل الميلاد، بعد عودته من حملاته في بلاد الغال، عبر قيصر نهر روبيكوني إلى إيطاليا مع جنوده المتمرسين، مما أعتبر خيانة للجمهورية الرومانية، وقام بالزحف إلى روما نفسها. وبقيادة بومبيوس، فر النواب الأوبتيماتيس من روما إلى كابوا، وبعد ذلك برينديزي والتي أبحروا منها إلى اليونان. كان قيصر يتحكم آنذاك في شبة الجزيرة الإيطالية، لكن باقي المناطق كانت لا تزال خاضعة للجمهورية. وخلال السنوات القليلة اللاحقة، سيقوم قيصر بعدة حملات ضد الأوبتيماتيس في جميع أنحاء البحر المتوسط، مجبرا بومبي إلى الهروب واللجوء إلى مصر البطليمية. وفي محاولة منه لنيل دعم قيصر في صراعه على العرش المصري مع أخته، كليوباترا السابعة، قام الملك الشاب بطليوموس الثامن بقتل بومبي. وكان ذلك خطأ فادحا يرتكبه بطليموس الثامن، حيث أن قيصر وبومبي كانا صديقين وحليفين في السابق ولم تكن لدى قيصر نية في قتل بومبي في حال ألقي عليه القبض. مقابل ذلك، ساند قيصر كليوباترا السابعة كملكة لمصر وكان ابنه الوحيد منها.

### الديكتاتور الأبدي
واصل قيصر التخلص من المقاومة الباقية من معارضيه، وفي عام 46 قبل الميلاد سافر إلى إسبانيا لهزم أبناء بومبي في معركة موندا. واستطاع أحد الأبناء، سيكستوس بومبي، الهرب إلى صقلية حيث سيقوم بإنشاء أسطول كبير ويعلن نفسه حاكما للجزيرة. بعد عودة قيصر إلى روما، تم الإعلان أنه «الديكتاتور الأبدي». لكن بعد ذلك بأسابيع قليلة سوف يتعرض قيصر إلى الطعن حتى الموت من طرف مجموعة من أعضاء مجلس الشيوخ يقودهم بروتوس (أحد أصدقاء قيصر المقربين سابقا) وكاسيوس. واعتبر أصحاب هاته المؤامرة أنفسهم كمحررين للجمهورية الرومانية، لكن ما قاموا به لن يلقى ترحيبا من طرف سكان روما، مما أجبرهم على الهرب إلى اليونان. وستنتقل قيادة روما بعد ذلك إلى تحالف ثلاثي كونه أقرب حلفاء قيصر، ويسمى ذلك بالـ «الثلاثية الثانية» والتي كانت تضم أوكتافيان ابن الثامنة عشرة، وهو ابن قيصر بالتبني كما أنه كان وريث العرش، واثنين من بين أكثر الموالين لقيصر؛ ماركوس أنطونيوس وماركوس ليبيدوس. كان أول شيء تنجزه الثلاثية الثانية هو التغلب على بروتوس وكاسيوس الذين كانوا قد استولوا على معظم شرق المتوسط آنذاك. وكانت إدارة الإمبراطورية الرومانية الشاسعة بالمتوسط تنقسم آنذاك إلى ثلاثة أقسام، ماركوس ليبيدوس في إفريقيا، أوكتافيان في إيطاليا وباقي أوروبا الغربية، ثم ماركوس أنطونيوس في شرق المتوسط.

## استمرار المقاومة
كانت لا تزال هناك مقاومة كبيرة خلال الثلاثية الثانية، حيث أن سسكستوس بومبي كان لا يزال يتحكم في صقلية وكان العديد من معارضي النظام الحالي يلجئون هناك. في عام 40 قبل الميلاد، قامت قوات سكستوس بومبي باحتلال جزيرة سردينيا، كما أن أسطول أوكتافيان انهزم مرتين عندما حاول غزو صقلية. وأخيرا في معركة نولوكوس في العام 36 قبل الميلاد، تمكن أوكتافيان من التغلب على سكستوس بومبي بصفة نهائية، كما أنه قام بتقليص قوة ماركوس ليبيدوس متهما إياه بمحاولة الاستيلاء على صقلية لنفسه. وبهذا يصبح أوكتافيان الحاكم الوحيد لمعظم الإمبراطورية الرومانية الغربية. في نفس الوقت، كان ماركوس أنطونيوس في الشرق قد بدأ علاقة مع كليوباترا السابعة ملكة مصر وأنجب منها ثلاثة أولاد. في العام 34 قبل الميلاد، أعلن ماركوس أنطونيوس أن أبناؤه من كليوباترا سوف يرثون السلطة من بعده على المناطق الرومانية في شرق المتوسط وسوف يتم تسليم سلطة مصر إلى ابن كليوباترا الوحيد من يوليوس قيصر: قيصرون. وبعودته إلى روما، قام أوكتافيان بنشر إدعاءات بأن ماركوس أنطونيوس قد تخلى عن زوجته الرومانية واندمج مع السكان الأصليين في مصر. وكانت الظروف مهيأة الآن كي يخوض ماركوس أنطونيوس وأوكتافيان حربا مباشرة ستحدد مصير كل البحر المتوسط آنذاك.

## انهزام التحالف وإنتهاء الجمهورية
انهزم تحالف كل من أنتوني وكليوباترا في المعركة البحرية في أكتيوم في العام 32 قبل الميلاد، فقام أوكتافيان بشق طريقه من آسيا نحو مصر. وعندما وصل أوكتافيان إلى الإسكندرية، كان كل من ماركوس أنطونيوس وكليوباترا قد انتحرا. ومع هزيمة كليوباترا وأنتوني، أصبح أوكتافيان، والذي غير اسمه إلى أغسطس، إمبراطورا على روما، كما أن مصر ألحقت بهاته الإمبراطورية الرومانية الجديدة. وهكذا انتهت الجمهورية الرومانية، وبدءا من هذا لتاريخ، أصبحت روما وكل المناطق الخاضعة لها تحكم من طرف إمبراطور.

## وصلات خارجية
- نهاية الجمهورية الرومانية: خرائط تفاعلية.